# كتائب جند الإمام
كتائب جند الامام هي إحدى الفصائل المسلحة المنضوية تحت هيئة الحشد الشعبي وقد تأسست بتاريخ 11/6/2014 بأمر من احمد الاسدي ليكون الجناح العسكري للحركة الإسلامية في العراق وبعد تدهور الوضع الأمني في عدة محافظات وخصوصاً محافظتي نينوى والانبار وورود معلومات استخبارية توكد محاولة استهداف المراقد الدينية في سامراء، احمد الاسدي المجموعة الجهادية المسماة مجموعة ال 91 مجاهداً متوجهين إلى قاعدة سبايكر الجوية قبل صدور فتوى المرجعية بثلاثة أيام.. وتمت عملية انزال جوي للمجموعة بالتعاون مع طيران الجيش العراقي.
في سبايكر... حيث كانت المجزرة الكبرى قد حدثت قبل ساعات من وصول المقاتلين.. هناك بدأت المواجهة بين المجاهدين والتنظيمات الإرهابية.. ورغم قلة العدد وحجم التضحيات.. تمكن مجاهدي جند الامام من تحرير القاعدة والتوجه صوب منطقة عزيز بلد وفك الحصار عنها وكسر مخططات الإرهاب بالوصول إلى المراقد المقدسة.
في حزيران من عام 2014 ومع اعلان المرجعية لفتوى الجهاد الكفائي تسابق أبناء الوطن للانتماء إلى الفصائل المقاومة.. وشكلت كتائب جند الامام اللواء السادس المنضوي ضمن تشكيلات الحشد الشعبي
شاركت كتائب جند الامام في جميع المعارك التي خاضتها تشكيلات الحشد الشعبي والقوى الأمنية الأخرى ابتداء من معارك تحرير تكريت (الدجيل، بلد، قصر العاشق، العباسية، سامراء، مكيشيفة، العوجة).. 

حيث كانت كتائب جند الامام أول القوى التي دخلت إلى منطقة العوجة حيث قبر صدام حسين والبعث المقبور.. واستمر زحف التحرير مروراً بالحجاج، المزرعة، المالحة، وفك الحصار عن مصفى بيجي ومعركة ألبوجواري وتل البوجراد ومعارك مكحول والصينية وحديثة وقرية السلام وبيجي حتى تحرير تكريت، ثم الثرثار والجزيرة وتل عبطة وطلاوي وسهل نينوى وتلعفر وغيرها وصولاً إلى تحرير كامل ارض نينوى حتى الحدود السورية العراقية.. ولا تزال قوات كتائب جند الامام بتشكيلاتها وصنوفها تمسك الأرض المحررة في عدة قواطع..
المعارك وعمليات التحرير التي خاضها اللواء السادس كتائب جند الامام:-
- 11/6/2014 الانطلاق إلى بلد بمجموعة 91 مقاتل
- 11/6/2014 نزول القوات إلى قاعدة سبايكر ب91 مجاهدا
- 3/7/2014 معركة قصر العاشق سامراء
- 6/7/2014 تحرير منطقة العباسية وجسر العباسية سامراء
- 13/7/2014 معركة مكيشيفة - سامراء
- 1/8/2014 تحرير العوجة والدخول إلى قبر صدام حسين.
- 19/8/2014 بدأ تحرير وفتح طريق العوجة سبايكر.
- 17/10/2014 معركة الحمرة والمحزم
- 23/10/2014 معارك الحجاج
- 2/11/2014 معركة المزرعة
- 6/11/2014 تحرير المالحة.. معركة تحرير بيجي الأولى.
- معركة تحرير بيجي الثانية
- تحرير جزيرة تكريت لحد الثرثار
- تحرير أيمن الشرقاط
- تحرير ربيعة
- 18/11/2014 معركة فك الحصار عن مصفى بيجي
- 13/11/2014 معركة البو جواري
- 28/11/2014 تحرير منطقة الاسحاقي بعد سقوطها مرة أخرى.
- 28/12/2014 معارك يثرب والمعتصم
- 7/3/2015 معركة الحجاج الثانية
- 12/3/2015 معارك تحرير تل البو جراد
- معارك جبال مكحول
- تحرير طريق الصينية حديثة
- تحرير تكريت
- 17/10/2015 معركة تحرير بيجي الثانية
- 21/10/2015 تحرير قرية السلام والصينية
- تحرير الحويجة والمحاور المجاورة لها
- الحويش – العباسية – مكيشيفة – العوجة - بيجي
- 29/2/2015 معركة الثرثار
- 30/2/2015 معركة الشيحة
- 2/3/2015 معارك جزيرة تكريت
- 1/4/2015 تحرير طريق سبايكر _موصل + تل عبطة + السكريات
- معركة عين الحصان
- معركة طلاوي
- سينو
- معارك سهل نينوى
- معارك تلعفر - تحرير مطار الضباعي في الحويجة.
- تحرير ناحية الرشاد +دگمة
- معركة فرض السيادة في كركوك
- تحرير قرية ربيعة ضمن عمليات فرض السيادة.
- تحرير جزيرة غرب نينوى وصولا إلى الحدود السورية.
- مسك الحدود السورية العراقية في قاطع العمليات
- مسك قاطع سبايكر - تكريت – جزيرة تكريت

اعداد الشهداء والجرحى

اعداد شهداء اللواء السادس كتائب جند الامام 208 شهيد

اعداد جرحى اللواء السادس كتائب جند الامام 1040 جريح